# UCI Road Women World Cup 2010
De UCI Road Women World Cup 2010, ook bekend als de Wereldbeker wielrennen voor vrouwen 2010, was de dertiende editie van deze internationale wielerwedstrijdcyclus voor vrouwen, die werd georganiseerd door de internationale wielerfederatie UCI. De competitie bestond ditmaal uit negen (in plaats van tien) wedstrijden, en begon op 28 maart met de wereldbekerwedstrijd Trofeo Alfredo Binda-Comune di Cittiglio in Cittiglio, Italië. 

## Puntentelling
De nummers één tot en met twintig behaalden punten voor het wereldbekerklassement. 
- 1e plaats - 75 pnt
- 2e plaats - 50 pnt
- 3e plaats - 35 pnt
- 4e plaats - 30 pnt
- 5e plaats - 27 pnt

- 6e plaats - 24 pnt
- 7e plaats - 21 pnt
- 8e plaats - 18 pnt
- 9e plaats - 15 pnt
- 10e plaats - 11 pnt

- 11e plaats - 10 pnt
- 12e plaats - 9 pnt
- 13e plaats - 8 pnt
- 14e plaats - 7 pnt
- 15e plaats - 6 pnt

- 16e plaats - 5 pnt
- 17e plaats - 4 pnt
- 18e plaats - 3 pnt
- 19e plaats - 2 pnt
- 20e plaats - 1 pnt

## Overzicht
| №  | Datum | Wedstrijd                                | Locatie            | Winnares            |
| -- | ----- | ---------------------------------------- | ------------------ | ------------------- |
| #1 | 28/03 | Trofeo Alfredo Binda-Comune di Cittiglio | Cittiglio, Italië  | Marianne Vos        |
| #2 | 04/04 | Ronde van Vlaanderen                     | Meerbeke, België   | Grace Verbeke       |
| #3 | 12/04 | Ronde van Drenthe                        | Drenthe, Nederland | Loes Gunnewijk      |
| #4 | 21/04 | Waalse Pijl                              | Hoei, België       | Emma Pooley         |
| #5 | 09/05 | Ronde van Chongming                      | Chongming, China   | Ina-Yoko Teutenberg |
| #6 | 06/06 | GP Ciudad de Valladolid                  | Valladolid, Spanje | Charlotte Becker    |
| #7 | 30/07 | Open de Suède Vårgårda (ploegentijdrit)  | Vårgårda, Zweden   | Cervélo TestTeam    |
| #8 | 01/08 | Open de Suède Vårgårda                   | Vårgårda, Zweden   | Kirsten Wild        |
| #9 | 21/08 | GP Ouest France-Plouay                   | Plouay, Frankrijk  | Emma Pooley         |

## Eindklassement
| №  | Naam                 | Punten | Punten | Punten | Punten | Punten | Punten | Punten | Punten | Punten | Totaal |
| №  | Naam                 | #1     | #2     | #3     | #4     | #5     | #6     | #7     | #8     | #9     | Totaal |
| -- | -------------------- | ------ | ------ | ------ | ------ | ------ | ------ | ------ | ------ | ------ | ------ |
|    | Marianne Vos         | 75     | 50     | 6      | 24     | -      | 30     | 25     | 10     | 50     | 270    |
|    | Emma Johansson       | 35     | 30     | 1      | 35     | -      | 24     | 14     | 35     | 35     | 209    |
|    | Kirsten Wild         | 0      | 35     | 7      | -      | 50     | -      | 35     | 75     | -      | 202    |
| 4  | Charlotte Becker     | -      | -      | 30     | -      | 0      | 75     | 35     | 18     | 24     | 182    |
| 5  | Judith Arndt         | 18     | 18     | -      | 15     | 0      | 50     | 30     | 0      | 30     | 161    |
| 6  | Annemiek van Vleuten | 0      | 11     | 50     | 9      | -      | 35     | 25     | 30     | 0      | 160    |
| 7  | Grace Verbeke        | 9      | 75     | 0      | 30     | -      | 9      | 11     | 24     | 0      | 158    |
| 8  | Emma Pooley          | 7      | -      | -      | 75     | -      | -      | -      | 0      | 75     | 157    |
| 9  | Adrie Visser         | 0      | 27     | 21     | -      | 9      | 0      | 30     | 50     | 0      | 137    |
| 10 | Nicole Cooke         | 24     | 0      | 4      | 50     | -      | 18     | 16     | 0      | 0      | 112    |